# Bifurcia songi
Bifurcia songi là một loài nhện trong họ Linyphiidae.
Loài này thuộc chi Bifurcia. Bifurcia songi được Zhai & Zhu miêu tả năm 2007.